# Jae Lee
Jae Lee (pronuncia AFI: 'dʒeə 'li:; 1972) è un fumettista statunitense noto per le sue illustrazioni e copertine per vari editori, inclusi Marvel Comics, DC Comics, Image Comics e Dynamite Entertainment.

## Carriera
Il primo lavoro di Jae Lee per Marvel Comics fu una serie di fumetti su Bestia presente in Marvel Comics Presents #85-92 (1991). Salì alla ribalta in questo settore nel 1992 per il suo lavoro in Namor, subendrando a John Byrne, il quale continuò la serie come scrittore. Terry Kavanagh, editore di Lee in "Marvel Comics Presents" e "Namor", in seguito disse che assegnò "Namor" a Lee perché a lui piaceva il suo stile e sentiva che, come nuovo artista, avrebbe beneficiato del lavoro di uno scrittore d'esperienza. Lee continuò fin quando Bob Harras diventò il nuovo scrittore, disegnando #26-38 (Maggio 1992-Maggio 1993). Come disegnatore di "X-Factor", Lee fu uno degli artisti in Execuzione, storia che intercorre attraverso le storie degli X-Men nel 1992. L'anno seguente, Lee disegnò le tre storie "Youngblood" per "Extreme Studios" di Rob Liefeld (Image Comics) e tre storie Wildcats per WildStorm di Jim Lee. Nel 1994, Jae Lee produsse una serie di Image Comics creati da se stesso, "Hellshock", una storia su un angelo caduto che lui scrisse e illustrò.
Nel 1998, Lee e lo scrittore Paul Jenkins crearono una serie limitata "Inumani", grazie al quale vinsero il "Eisner Award per la migliore nuova serie" nel 1999. Si riunirono, più tardi, per Sentry. Lee e lo scrittore Grant Morrison produssero la miniserie Fantastici Quattro (Ottobre 2001- Febbraio 2002), il quale diede a Lee la nomination all Eisner Award del 2002 come Miglior disegnatore di copertina. Nel 2003, Lee, lo scrittore John Ney Reiber, e la moglie di Lee, June Chong, produssero una miniserie per Dreamwave Productions "Transformers/G.I. Joe, ambientata in un secondo dopoguerra alternativo.
A partire dal 2007, Lee lavorò con l'artista Richard Isanove e lo scrittore Robin Furth e Peter David sulla serie di fumetti Marvel "Dark Tower", basate sul libero di Stephen King "La torre nera". Lee disegnò le prime tre miniserie di quella serie, La nascita del pistolero, La lunga via del ritorno e Tradimento. Ritornò per il quinto libro della serie, "Battle of Jericho Hill". Ha provveduto alla realizzazione della copertina dell'ottava edizione di "La torre nera" per Donald M. Grant, "The wind throught the keyhole, il quale fu pubblicato il 21 Febbraio 2012.
Alla DC Comics, Lee lavorò al progetto Before Watchmen, disegnando la miniserie Ozymandias (Settembre 2012- Aprile 2013) scritto da Len Wein. Disegnò, inoltre, "Batman/Superman" nel 2013-2014 con lo scrittore Greg Pak.
Lee produsse copertine per vari editori incluso una serie di titoli per Dynamite Entertainment.

## Premi e nomination
- 1999 Premio Eisner per la migliore nuova serie, per Inhumans vol. 2, con Paul Jenkins[8]
- Nominato: 2002 Premio Eisner per il miglior artista di copertina, per Our Worlds at War e Fantastic Four: 1234[9]

## Opere

### Fumetti

#### Fumetti DC
- Action Comics vol. 2 # 38 (tra gli altri artisti) (2015)
- Batman : Jekyll & Hyde miniseries, # 1–3 (di 6) (2005)
- Batman / Superman n. 1–4, 8–9, 13–15 annuale n. 1 (2013–2014)
- Before Watchmen : Ozymandias miniseries, # 1–6 (2012–2013)
- Fables # 146 (tra gli altri artisti) (2015)
- Superman : American Alien # 4 (2016)

#### Fumetti Image
- The Darkness: Prelude (2003)
- The Darkness and Tomb Raider (2005)
- Hellshock #1–4 (1994)
- Hellshock, vol. 2, #1–3 (1997–1998)
- Hellshock, vol. 2, The Definitive Edition (2007)
- WildC.A.T.s: Trilogy, miniseries, #1–3  (1993)
- Witchblade: Demon (2003)
- Witchblade and Tomb Raider (2005)
- Youngblood: Strikefile, miniseries, #1–3 (1993)

#### Fumetti Marvel
- Captain America vol. 4 #10–16 (2003)
- Daredevil vol. 2 #65 (among other artists) (2004)
- Dark Tower:
  - The Gunslinger Born miniseries #1–7 (2007)
  - The Long Road Home miniseries #1–5 (2008)
  - Treachery miniseries #1–6 (2008–2009)
  - The Battle of Jericho Hill miniseries #1–5 (2010)
- Excalibur vs. X-Men: XX Crossing Special (among other artists) (1992)
- Fantastici Quattro: 1234 #1–4 (2001–2002)
- Hulk & La cosa: Hard Knocks miniseries #1–4 (2004–2005)
- The Incredible Hulk vol. 3 #82 (2005)
- Inhumans vol. 2 #1–12 (1998–1999)
- Marvel Comics Presents #85–92 (Beast feature) (among other artists) (1991)
- Namor the Sub-Mariner #26–38 (1992–1993)
- The Sentry miniseries #1–5 (2000–2001)
- Sentry vs. The Void (2001)
- Spider-Man #41–43 (1993–1994)
- Ultimate Fantastic Four #19–20 (2005)
- Ultimate Fantastic Four Annual #1 (2005)
- Uncanny X-Men #304 (among other artists) (1993)
- Uncanny X-Men Annual #16 (1992)
- X-Factor #84–86 (1992–1993)
- Young Avengers Special #1 (among other artists) (2006)

#### Altri editori
- Transformers / GI Joe # 1–6 ( Dreamwave, 2003)
- Verotika # 3 ( Verotik, 1995)

### Libri
- The Illustrated Dracula di Bram Stoker ( Viking Studio, 2006)
- The Dark Tower: The Wind Through the Keyhole di Stephen King - Edizione limitata (Donald M. Grant, editore, 2012)